# Gregorijanski koral
Gregorijanski koral je srednjeveško liturgično enoglasno petje.
Gregorijanski koral predstavlja bogato glasbeno dediščino krščanske Cerkve, od njenih začetkov, skozi ves Srednji vek, do pojava večglasja. Ta glasba je bila prisotna povsod, kjer je bila živa in prisotna latinska kultura, torej tudi na ozemlju Slovenije. Ime je dobila po papežu Gregorju Velikem, ki je bil papež med leti 590 in 604. Urediti je dal veliko zbirko koralnih napevov in jim določil mesto v liturgiji. Kakšne so bile takrat melodije, ne vemo, ker jih še niso zapisovali, ampak so se prenašale po ustnem izročilu. Vendar je Gregorijanski koral v pravem pomenu besede nastal mnogo let kasneje, tako da ga datirajo v 1. polovico 8. stoletja na ozemlju današnje Francije, kot zmes dveh tradicij, stare rimske in galikanske.
Za to obdobje, ki ga imenujemo tudi Karolinška renesansa, je značilen tudi vstop teoretikov, ki so vse te novo nastale in novo oblikovane melodije razvrščali v kategorije osmih tonovskih načinov. Šele od konca 9. stoletja dalje lahko obstoj te glasbe spremljamo tudi s pomočjo najrazličnejših tipov starih glasbenih zapisov, ki jih imenujemo nevme. Prav 9. stoletje pa je tudi ločnica med t. i. zlatim obdobjem korala in njegovim postklasičnem obdobjem, za katerega so značilne različne oblike, kot so npr. tropi in sekvence. Melodije Gregorijanskega korala so postale temelj večglasju, zato lahko rečemo, da celotna zahodnoevropska glasba temelji na tem izročilu.
Gregorijanski koral je v osnovi enoglasno melodično petje, obstajajo pa podatki, da so že v 7. stoletju v Rimu pri slovesnih papeških mašah to petje spremljali posebni pevci, imenovani paratonisti, z dolgimi nizkimi ležečimi toni. Tak način se je ohranil še do danes v bizantinski glasbi. Drugi zelo zgoden pojav pa je bilo petje v vzporednih kvartah in kvintah. Nekateri napevi se v mnogih ozirih približujejo vzdušju ljudske pesmi.

## Gregorijanski tonovski načini
Tonovski načini se uporabljajo pri petju psalmov, ki je najstarejša prvina krščanskega petja, saj se z njimi navezuje na staro židovsko izročilo. Obrazci za to petje nudijo možnost preprostih melodij. Najpomembnejši je trenutek tišine, ki se zgodi med dvema vrsticama (verzoma psalma) in lahko ga doživljamo kot »prazen vrč za dotok božje milosti«. Petje psalmov vedno uvaja kratka glasbena misel, ki se imenuje antifona.

## Koral v Sloveniji
Dolga stoletja so v različnih obdobjih cerkvenega leta, kot so advent, božič, post, velika noč, marijini prazniki, v liturgiji uporabljali točno določene gregorijanske korale, ki pa so sčasoma potihnili. Po letu 1400 se je v Cerkvi uveljavil princip, da so enoglasne melodije izmenjavali z večglasjem. Akustična karakteristika cerkvenih prostorov je dolg odmev, ki včasih daje občutek, da je tudi enoglasno petje večglasno, če ga slišimo z velikim časovnim zamikom. Najsi bo to povod za nastanek polifonije ali ne, iz tega obdobja izhaja zapis triglasnega glasbenega obrazca iz Kranja (skladba iz božičnega ciklusa, nastala konec 15. stoletja) in predstavlja edini znani primer srednjeveškega večglasja na slovenskem.
Danes v cerkvenem obredju primanjkuje te glasbene zvrsti. V zadnjem desetletju je bila enkrat letno v Ljubljani darovana maša v latinščini, s strani tedanjega ljubljanskega nadškofa Alojza Urana, v sodelovanju s Tonetom Potočnikom in njegovim zborom, specializiranim za izvajanje tovrstne glasbe.